# 晏驾墩遗址
晏驾墩遗址，位于山东省临沂市罗庄区册山街道办事处五寺庄村，是中华人民共和国山东省文物保护单位之一。
2006年12月7日，授予山东省文物保护单位，是一座古遗址。